# بني عرين (بني مطر)

تعديل مصدري - تعديل

بني عرين هي إحدى قرى عزلة بني قيس بمديرية بني مطر التابعة لمحافظة صنعاء، بلغ تعداد سكانها 811 نسمة حسب تعداد اليمن لعام 2004.